# N'Gban Kassê
N’Gban Kassê est une localité du centre de la Côte d'Ivoire et appartenant au département de Didiévi, dans la Région des Lacs. La localité de N’Gban Kassê est un chef-lieu de commune.